# Liste der Monuments historiques in Vigy
Die Liste der Monuments historiques in Vigy führt die Monuments historiques in der französischen Gemeinde Vigy auf.

## Liste der Objekte
| Bezeichnung                        | Beschreibung                                            | Standort                        | Kennzeichnung | Schutzstatus | Datum | Bild           |
| ---------------------------------- | ------------------------------------------------------- | ------------------------------- | ------------- | ------------ | ----- | -------------- |
| Flachwagen                         | 1894 gebaut                                             | im Lokschuppen der CFTVC (Lage) | PM57000645    | Classé       | 1996  |                |
| Tenderlokomotive 020 T 1 „Vesta“   | 1927 bei Fives-Lille gebaut; 1997 an die CFTHQ verkauft | im Lokschuppen der CFTVC (Lage) | PM57000403    | Classé       | 1985  |                |
| Tenderlokomotive 020 T 2 „Barbara“ | 1900 bei Hohenzollern gebaut                            | im Lokschuppen der CFTVC (Lage) | PM57000404    | Classé       | 1985  |                |
| Kranwagen                          | dampfbetrieben; 1894 gebaut                             | im Lokschuppen der CFTVC (Lage) | PM57000644    | Classé       | 1996  |                |
| Tenderlokomotive 030 T 1 „Canner“  | 1925 bei Krupp gebaut                                   | im Lokschuppen der CFTVC (Lage) | PM57000405    | Classé       | 1985  | weitere Bilder |
| Vier Personenwagen                 | zwischen 1913 und 1930 gebaut                           | im Lokschuppen der CFTVC (Lage) | PM57000407    | Classé       | 1987  |                |
| Personenwagen C8 2/2 tyf 14129     |                                                         | im Lokschuppen der CFTVC (Lage) | PM57000406    | Classé       | 1985  |                |